# Flughafen Kununurra

i7
i11
i13
Der Flughafen Kununurra (englisch East Kimberley Regional Airport, IATA-Code: KNX, ICAO-Code: YPKU) ist ein regionaler Flugplatz in Western Australia im Nordwesten Australiens etwa zweieinhalb Kilometer westlich von Kununurra. 
Der Flughafen, der derzeit über eine befestigte Start- und Landebahn verfügt, wird von Privatflugzeugen ebenso genutzt wie von Passagierflugzeugen. Im Linienbetrieb wird der Flughafen Kununurra im Oktober 2021 von Virgin Australia und Airnorth mit den Inlandszielen Broome, Darwin und Perth sowie von Aviair mit Kalumburu und Halls Creek verbunden.